# Tortula polyseta
Tortula polyseta là một loài rêu trong họ Pottiaceae. Loài này được (Müll. Hal.) Warnst. mô tả khoa học đầu tiên năm 1915.